# 江南丹羽環境管理組合
江南丹羽環境管理組合（こうなんにわかんきょうかんりくみあい）」は愛知県江南市・丹羽郡大口町および扶桑町の廃棄物処理を目的とする一部事務組合。

## 沿革
江南市・丹羽郡大口町・扶桑町の1市2町のゴミを処理する目的で1967年（昭和42年）2月27日に江南市扶桑町大口町衛生組合（こうなんしふそうちょうおおぐちちょうえいせいくみあい）として設立許可を受けた。1969年（昭和44年）4月から大口町でゴミ焼却場の操業を開始。当初は1日あたり60トンの処理能力を持つ焼却炉2基を運用していた。1982年（昭和57年）3月に江南丹羽環境管理組合に名称を変更するとともに、焼却場も「環境美化センター」に名称を変更。同年に1日あたり75トンの焼却炉2基に設備を更新。粗大ゴミ処理施設も稼働を開始している。
1991年（平成3年）大口町内にて最終処分場を運用開始。なお、1995年（平成7年）以降、焼却灰の一部について愛知県や名古屋市などによる第三セクターの愛知臨海環境整備センターの埋立処分場に搬出しているほか、民間処分場にも一部委託している。
焼却場の老朽化もあって、2002年（平成14年）から犬山市・小牧市・岩倉市を加えた4市2町による新しい施設の建設協議を行なったが、2005年（平成17年）に小牧市と岩倉市が離脱。2市2町による再協議によって2010年5月には犬山市喜六屋敷を候補地としたものの地元の同意が得られなかったため、再々度の協議により2013年（平成25年）2月には江南市中般若町北浦に新たな候補地を定め、2016年（平成28年）3月にようやく決定している。
2017年に尾張北部環境組合が設立されている。